# 公共衛生法
公共卫生法是各國出台的一部有關公共卫生的法律。 一些研究表明，公共卫生法為了促進公共衛生，會限制個人自由，這使得一些人可能為了自由而不遵守公共衛生法。 